# Katzenturm (Feldkirch)

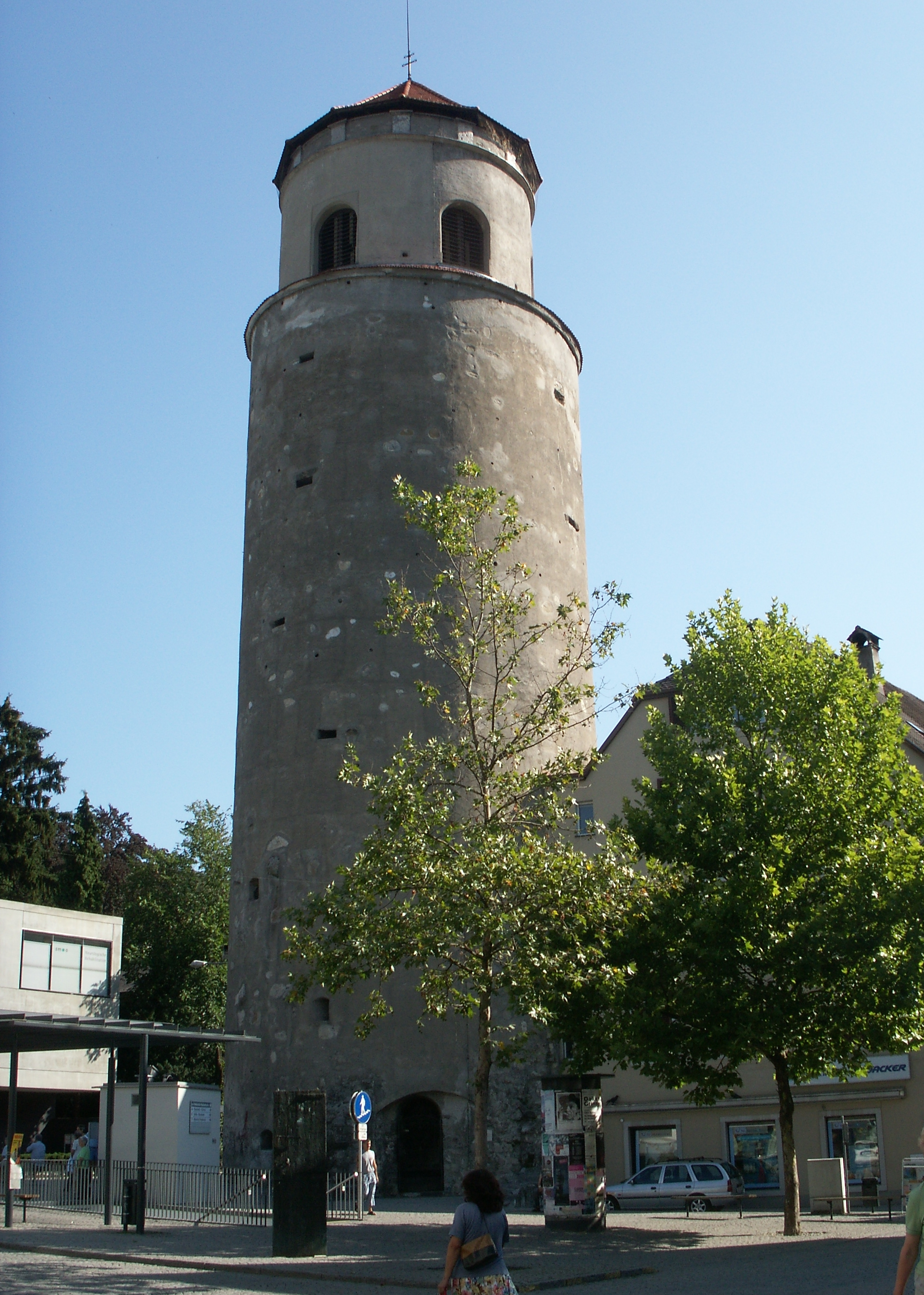
Der Katzenturm in Feldkirch

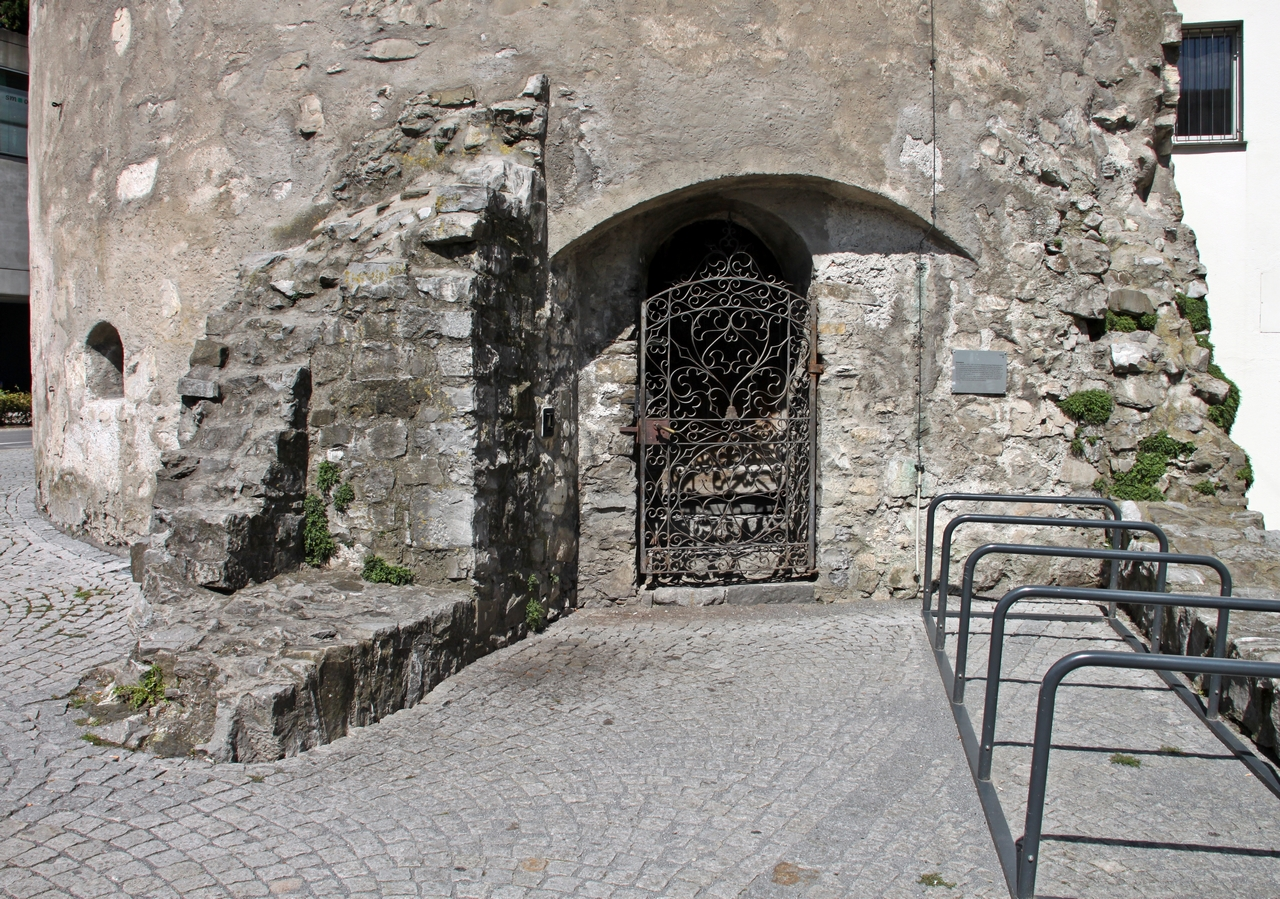
Zugang zum Katzenturm mit Resten der Stadtmauer

Der Katzenturm ist ein 1507 als Teil der Stadtmauer errichteter Wehrturm im österreichischen Feldkirch (Vorarlberg).

## Geschichte
Der achtgeschoßige, runde Turm ist Teil der Feldkircher Stadtbefestigung, die unter dem deutschen König Maximilian I. und dem Habsburger Vogt Hans von Königsegg von 1491 bis 1507 erbaut wurde. Infolge des Schwabenkrieges wurde der Turm 1500 nochmals aufgestockt, so dass sich der Bau bis 1507 hinzog. Er bestand damals nur aus dem zylindrischen Schaft, auf dem Zinnen aufgesetzt wurden.
Im 17. Jahrhundert wurde er zum Glockenturm umgebaut, die Zinnen entfernt und die Glockenstube aufgesetzt. Bei der Gelegenheit wurde 1665 die große Glocke in diesen Turm gehängt, da die Kirchtürme der Stadt für sie zu klein waren. Nach anderen Angaben erfolgten die Entfernung der Zinnen und das Errichten des Aufsatzes mit dem Kegeldach schon bis 1550. Als die Glocke 1665 aufgehängt wurde, brauchte man diesen nur noch als Glockenstube herzurichten.
Beim Stadtbrand am 6. August 1697 wurde der Katzenturm zerstört und anschließend rasch wieder aufgebaut. Er ist 40 m hoch und hat einen Umfang von 38 m.
Der Name des Turmes stammt von ehemals auf ihm stationierten Kanonen, die mit Katzen- und Löwenköpfen als Visiereinrichtungen versehen waren.

## Katzenturmglocke
In der Glockenstube hängt die größte Glocke Vorarlbergs, die – nach der „Prälatenglocke“ im Stift St. Florian – auch die zweitgrößte historische Glocke Österreichs ist. Sie ist die sechstgrößte Glocke Österreichs und Eigentum der Stadt Feldkirch. Die ursprünglich 1665 vom Lindauer Gießer Theodosius Ernst gegossene, 113 Zentner schwere und 7000 Gulden teure Glocke wurde „Rochus“ genannt. Sie bekam bald einen Sprung und wurde von den Glockengießermeistern Johann Baptist Ernst (Memmingen) und Melchior Maurer (Biberach) bereits 1674/75 umgegossen. Sie stürzte beim Stadtbrand 1697 herab und wurde wiederum umgegossen, was erst beim dritten Versuch gelang.
Die Glocke ist, nachdem sie 1856 wieder einen Riss bekam, erneut umgegossen worden, diesmal in der Werkstatt von Josef Anton Grassmayr in Feldkirch. Aus dieser Zeit stammt ebenfalls der Holzglockenstuhl. Die Katzenturmglocke sollte im Ersten Weltkrieg für die Rüstungsindustrie eingeschmolzen werden, doch Bischof Sigismund Waitz konnte dies durch ein Ersuchen bei Kaiser Karl I. abwenden.
Ab 1962 ersetzte ein elektrischer Antrieb die zuvor zum Läuten benötigten acht Männer. Das alte Holzjoch wurde 1976 durch ein gekröpftes Stahljoch ersetzt. Das ergab einen hohen Läutewinkel und einen dermaßen harten Anschlag, dass der Klöppel innerhalb relativ kurzer Zeit zweimal brach und geschweißt wurde. Die wertvolle Glocke überstand diese Überbeanspruchung glücklicherweise ohne Riss. Zur Vorbereitung der Behebung des Problems erfolgte 2009 eine Wägung der Glocke, welche ein um eine knappe Tonne höheres Gewicht, als das auf ihr angegebene (7500 kg) ergab. Die Firma Perner (Passau) baute die Anlage 2010 um, ersetzte das Stahljoch durch ein gerades Eichenholzjoch und hängte einen neuen, 450 kg schweren Klöppel ein. Der Klöppelfänger aus den 1980er Jahren, welcher die Glocke ebenfalls übermäßig belastete, wurde dabei entfernt. Die Glocke wird zum Zwecke eines schonenden Ein- und Ausschwingens seither mit zwei elektronisch steuerbaren Läutemotoren angetrieben.
An hohen Feiertagen, freitags um 15 Uhr (Todesstunde Christi), sowie zur Weinlese am Ardetzenberg wird die Glocke geläutet.
Nachdem man im Herbst 2018 feststellte, dass sich ein schon seit Längerem beobachteter Schwindriss im Eichenholzjoch während des vorangegangenen, relativ heißen Sommers vergrößert hatte, wurde die Glocke stillgelegt. Nach dem Einbau eines neuen, 800 kg schweren Joches aus Lärchenholz in Leimbindertechnik erklingt sie seit März 2019 wieder.
| Name             | Gussjahr | Gießer                    | Durchmesser (mm)                | Gewicht (kg)                    | Nominal (GT-16tel) |
| Katzenturmglocke | 1857     | Josef Anton Grassmayr II. | 2430 (alternative Angabe: 2380) | 8573 (alternative Angabe: 8450) | f0 +4              |